# 杉山真一
杉山 真一（すぎやま しんいち、1983年3月18日 - ）は、東海テレビ放送のアナウンサー。
2018年4月1日付で報道部へ異動、2021年7月1日付でアナウンス部に復帰。

## 現在の出演番組
- NEWS ONE（フィールドキャスター）
- FNN Live News days（ローカルパート）
- FNN Live News α（ローカルパート）
- FNN東海テレニュース
- めざましテレビ（ローカルパート）
- めざましどようび（ローカルパート）
- S-PARK（ローカルパート）
- ちゃーじ（レポーター、2021年7月3日-）

## 過去の出演番組
- FNNスピークWeekend（日曜・中京ローカルパート）
- 中日新聞テレビ日曜夕刊
- 東海テレニュース(不定期出演)
- FNNスピーク(中京ローカルパート:不定期出演) - 2015年9月14日 - 18日には野島卓（フジテレビアナウンサー）の代役を務めた。
- オーシャンズTV(第2、第3水曜日:司会)
- ぷれサタ!（MC）
- スーパーサタデー